# Dedicated to the One I Love
Singles de The Shirelles
Will You Love Me Tomorrow
(1960) Mama Said
(1961)
Dedicated to the One I Love est une chanson écrite par Lowman Pauling et Ralph Bass qui est un succès à la fois pour The "5" Royales, The Shirelles, The Mamas and the Papas et Bitty McLean.

## Version originale
Lowman Pauling est le guitariste des « 5 » Royales, le groupe qui enregistre la version originale de la chanson, produite par Ralph Bass, en août 1957. Publiée en single en décembre, cette version est incluse en 1958 dans l'album Dedicated to You, puis rééditée en 1961 et classée no 81 dans le palmarès Hot 100 du magazine Billboard.
Les auteurs Pauling et Bass doivent une grande partie de leur inspiration à la composition I Don't Want You To Go de Chester Mayfield, enregistrée par les Casanovas en 1955 sur Apollo Records.

## Version des Shirelles
Une reprise enregistrée par le girl group américain The Shirelles atteint le no 83 en 1959. Cette version est rééditée en 1961 et atteint la 3e place du classement Billboard Hot 100 et la 2e du Billboard Hot R&B Sides. La chanson est ensuite intégrée sur leur album de 1961 Tonight's the Night.

## Version des Mamas & Papas
Singles de The Mamas and the Papas
Words of Love
(1966) Creeque Alley
(1967)
Pistes de Deliver
My Girl
(2)
En 1967, une reprise des Mamas & Papas publiée sur le label Dunhill est classée no 2 du Billboard Hot 100, empêchée d'atteindre le no 1 par Happy Together des Turtles. Cette version atteint également la 2e place du classement de la revue britannique Record Retailer. La chanteuse principale de cette version est Michelle Phillips. C'est la première fois que Phillips prend l'avantage sur Cass Elliot. La chanson est également incluse sur l'album de 1967 The Mamas & The Papas Deliver.
Alors que, régulièrement, les mixes des singles du groupe diffèrent considérablement des versions d'album (Words of Love et Creeque Alley, en particulier, comportent des instruments superposés qui n'apparaissent pas sur album), Dedicated to the One I Love utilise le même mix pour le single et l'album. Cependant, il existe différentes versions de la chanson disponibles.
Le magazine Cash Box qualifie le single d'« aventure groovy, harmonique et soft rock qui plaira à coup sûr à tous les nombreux fans du groupe ».
Lors de son passage au Ed Sullivan Show en 1967, le groupe interprète cette chanson et Creeque Alley. Bien que le single ait une durée de 2'56 et que le groupe ait interprété la chanson dans son intégralité, certaines vidéos présentées sur des sites internet ont une durée beaucoup plus courte.

### Personnel
Selon la feuille de contrat AFM, les musiciens suivants jouent sur la piste.
- John Phillips - leader de session ; guitare, chant
- Hal Blaine - batterie
- Gary Coleman - percussions
- Bones Howe
- Larry Knechtel - claviers
- Joe Osborn - guitare basse
- Denny Doherty - chant
- Tommy Tedesco - guitares

### Classements
| Palmarès (1967)                   | Position |
| --------------------------------- | -------- |
| Afrique du Sud - Springbok        | 2        |
| Allemagne (RFA) - Musikmarkt      | 26       |
| Australie - Go-Set                | 5        |
| Belgique - Ultratop 50 (Flandres) | 13       |
| Belgique - Ultratop 50 (Wallonie) | 8        |
| États-Unis - Billboard Hot 100    | 2        |
| États-Unis - Cash Box Top 100     | 2        |
| Nouvelle-Zélande - NZ Listener    | 10       |
| Pays-Bas - Single Top 100         | 15       |
| Royaume-Uni - UK Singles Chart    | 2        |

| Palmarès (1976)                | Position |
| ------------------------------ | -------- |
| Irlande - Singles Chart (IRMA) | 7        |

## Autres versions

### Reprises et adaptations
La chanson est également reprise par un grand nombre d'autres artistes, dont :
- 1958 : Bubber Johnson en face B de son single Prince of Players.
- 1965 :
  - Johnny Preston en face B de son single Running Bear '65[20].
  - Reparata and the Delrons sur leur LP Whenever a Teenager Cries.
- 1966 : Ace Cannon, version instrumentale en face B du single Mocking Bird Rock.
- 1967 :
  - The Lennon Sisters sur leur album Somethin' Stupid.
  - The Lettermen sur l'album Spring ![21]
- 1968 : Barbara Mason en face B du single I Don't Want to Lose You.
- 1972 : le single des Temprees atteint la 17e place du palmarès Best Selling Soul de Billboard et la 93e place du Billboard Hot 100[22].
- 1981 : Bernadette Peters enregistre une version qui atteint la 65e place du Billboard Hot 100[23].
- 1994 : Bitty McLean enregistre une version reggae, qui atteint la 6e place du UK Singles Chart[24].
- 1996 : Linda Ronstadt en fait la chanson titre de son album Dedicated to the One I Love.
- 1998 : Tanya Stephens sur l'album Ruff Rider.
- 2000 : Holly Cole sur Romantically Helpless.
- 2001 : Rosie & the Originals enregistrent une version a cappella pour leur album Angel Baby Revisited.
- 2002 : Laura Nyro sur l'album live The Loom's Desire.
- 2011 : Steve Cropper, Lucinda Williams et Steve Winwood sur l'album hommage A salute to The 5 Royales.
- 2013 : Wilson Phillips sur l'album Dedicated.

La chanson est adaptée en français en 1967 par Frank Alamo sous le titre J'ai pleuré pour toi, avec des paroles de Claude Carrère et André Salvet.

### Samples
Le morceau Dogs Out du rappeur DMX, paru sur l'album Grand Champ en 2003, contient un sample de la chanson interprétée par Stacy Lattisaw.
La version des Temprees est samplée par Ärsenik en 2002 dans le morceau Rue De La Haine, sur l'album Quelque chose a survécu..., par Statik Selektah en 2010 dans The Coast sur 100 Proof: The Hangover, et par Gang Starr en 2019 dans Lights Out sur One of the Best Yet.

## Dans les médias
Dedicated to the One I Love est le titre de plusieurs épisodes de séries télévisées :
- 1990 : La Vie de famille, saison 2, épisode 9 (Jalousies en français).
- 1991 : CBS Schoolbreak Special, S9-E1.
- 1992 : Côte Ouest, S13-E18 (Hymne à l'amour).

La chanson est utilisée dans plusieurs films ou séries :
Version des Mamas and Papas
- 1989 : Un héros comme tant d'autres de Norman Jewison, avec Bruce Willis.
- 1990 : Parker Lewis ne perd jamais, épisode Radio Free Flamingo  (S1-E11).
- 2018 : 90's de Jonah Hill.

Version des Shirelles
- 2003 : Bollywood Queen de Jeremy Wooding.